# Гутмансхаузен
Гутмансхаузен (њем. Guthmannshausen) општина је у њемачкој савезној држави Тирингија. Једно је од 55 општинских средишта округа Земерда. Према процјени из 2010. у општини је живјело 865 становника. Посједује регионалну шифру (AGS) 16068023.

## Географски и демографски подаци
Гутмансхаузен се налази у савезној држави Тирингија у округу Земерда. Општина се налази на надморској висини од 164 метра. Површина општине износи 10,0 km². У самом мјесту је, према процјени из 2010. године, живјело 865 становника. Просјечна густина становништва износи 86 становника/km².